# کویر ساغند
کویر ساغَند از کویرهای مرکزی ایران واقع در استان یزد است.
کویر ساغند در ۵۰ کیلومتری جنوب شرقی روستای ساغند در موقعیت جغرافیایی ۳۲/۳۱ شمالی و ۵۵/۲۰ شرقی در استان یزد قرار گرفته‌است. مساحت این کویر ۲۲،۶۲۵ هکتار و ارتفاع این کویر از سطح دریا ۳۶۶۵ پا می‌باشد.
سطح این کویر را نمکزار پوشانده و در حاشیه نمکزار نوار باریکی از خاکهای رسی باد کرده دیده می‌شود. این کویر از جنوب غربی به کوه بنه شورو، از جنوب به ارتفاعات نتاک و معدن مس چادرملو محدود می‌شود. این کویر دارای یکی از مهم‌ترین معادن اورانیوم در ایران است که در سال ۱۹۸۵ کشف شد. در جنوب این کویر معادن چادرملو قرار دارند که حاوی سنگهای مس، آهن و طلا می‌باشند.

## راه‌های ورود به منطقه
مسیر آسفالته روستای ساغند به معدن سنگ آهن چادرملو از جنوب این کویر می‌گذرد.